# Dárfúr

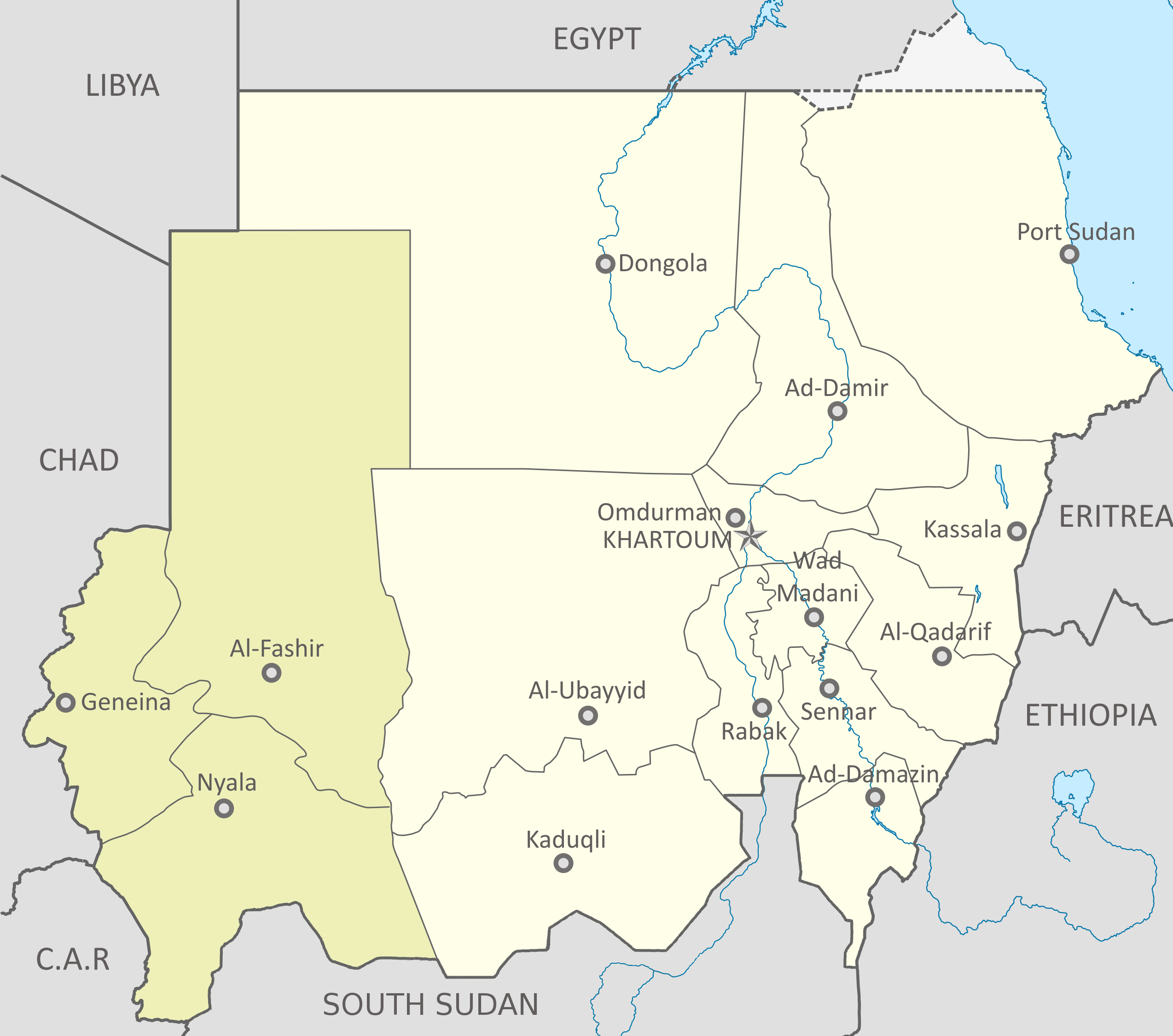
Administrativní rozdělení Dárfúru na 3 části

Dárfúr (arabsky دار فور‎, v překladu Domov Fúrů) je oblast na západě Súdánu hraničící na jihozápadě se Středoafrickou republikou, na jihu s Jižním Súdánem, na severu s Libyí a na západě s Čadem. Rozloha činí 493 180 km² a počet obyvatel je 6–6,5 mil. (2006). Území Dárfúru se dělí na tři administrativní části: Severní Dárfúr (s centrem El Geneina), Jižní Dárfúr (s centrem Nyala) a Západní Dárfúr (s centrem El Fasher).

## Geografie

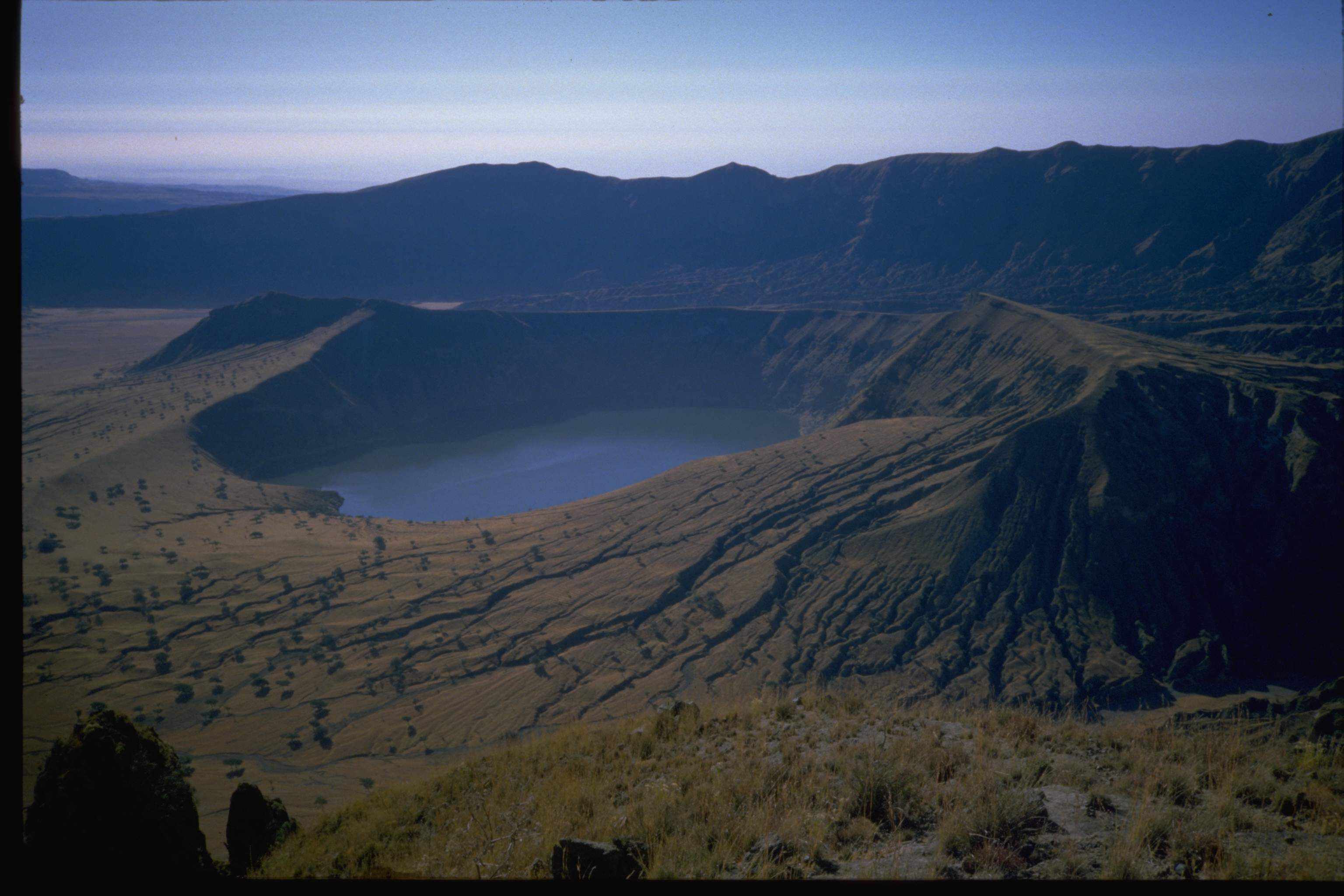
Jezero v kráteru sopky Jebel Marra.

Dárfúr zaujímá plochu o rozloze 493 180 km². Je ohraničen na severu Libyjskou pouští, na jihu řekou Bahr-el-Ghazal, na západě Čadem a Středoafrickou republikou a na východě pohořím Kordofán. Většina území se nalézá ve výšce 700–1000 metrů nad mořem. Nejvyšším bodem je vrchol pohoří masivu sopky Jebel Marra, které leží v nadmořské výšce 3042 m n. m. Jižně od pohoří Jebel Marra leží roviny Dar Dima a Dar Uma.
Z fyzickogeografického pohledu je území tvořeno třemi až čtyřmi odlišnými oblastmi. Severní oblast je tvořena polopouštním prostředím, které je součástí Sahary a je nejméně obydlenou oblastí Dárfúru. Typická jsou vyschlá řečiště – tzv. vádí. V době dešťů se plní vodou a jsou využívána k přechodnému zemědělství, avšak kvalita okolní půdy je nízká. Velký význam pro přežití obyvatel mají podzemní vody. Obyvateli severní oblasti bývají často skupiny jak afrických černošských Zaghawů a Meidopů, tak také arabských kmenů Rizeigatů a Zayadiyů, živících se zde pastevectvím s velbloudy a taktéž pěstováním prosa na písčitých půdách zvaných Goz. Východní část je tvořena rovinami a nízkými kopci. V centrální oblasti se nalézá úrodný pás, obsahující stálé vodní toky vhodné pro zemědělství. Taktéž zahrnuje sopečné pohoří s nejvyšším vrcholem Jebel Marra (3042 m n. m.) V kráteru sopky se nalézá jezero a kráter se nazývá Deriba. Centrální oblast je nejvíce obydlenou v provincii a žijí zde převážně skupiny Fúrů a Masalitů živících se jako zemědělci. V této oblasti jsou relativně časté srážky. Jižní oblast je oblast s největším úhrnem srážek a je obývána převážně arabskými obyvateli (je domovem společenství více kmenů zahrnující se do jednoho názvu - Baggarové).
Podzemní průzkum prokázal existenci obrovského jezera na tomto území. Jeho rozloha mohla být až 49 500 km² a předpokládá se že vyschl před tisíci lety.
Celkové klima je až na jih území (popř. okolí pohoří Marra),které je bohaté na srážky, velmi suché. Období dešťů trvá zhruba 3 měsíce a to od poloviny června do poloviny září.

## Obyvatelstvo

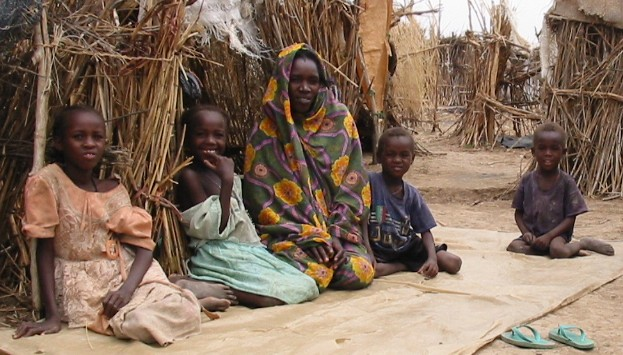
Černošské obyvatelstvo Dárfúru.

Obyvatelstvo Dárfúru je velice pestré a heterogenní. V regionu se nachází až 80 etnicky odlišných kmenů (počet kmenů se různí – v jiných dostupných materiálech se udává číslo kolem 30 kmenů) a obyvatelstvo se dělí na 2 základní významné etnické skupiny. Prvním je původní černošské obyvatelstvo, kterého je zhruba jedna polovina z celkového počtu (3,1 mil.). Nejvýznamnější jsou kmeny Fúrů, Massalitů a Zaghawů. Kmen Fúrů je vůbec největším etnikem v této oblasti a zaujímá třetinu veškerých obyvatel Dárfúru. Dalšími černošskými etniky jsou kmeny: Meidob, Dajo, Berti, Kanein, Mima, Bargo, Barno, Gimir, Tama, Mararit, Fellata, Jebel, Sambat a Tunjur. 
Druhá etnická skupina je tvořena arabskými kmeny, převážně kmeny Habania, Beni Hussein, Zeiyadiya, Beni Helba,Ateefat, Humur, Khuzam, Khawabeer, Beni Jarrar, Mahameed, Djawama, Rezeigat, a Ma’aliyah (převážná skupina těchto kmenů je nazývána jako Baggarové). Arabské obyvatelstvo si podmanilo černošské obyvatelstvo v Dárfúru a díky tomu také dokázalo prosadit drtivě nejvýznamnější náboženství v této oblasti, což je islám (sunnitský), které ve velkém vyznává i černošské obyvatelstvo. Dalšími významnějšími náboženstvími jsou animismus a křesťanství. Nejčastější obživou obyvatel je zemědělství (70–80 %). Zatímco africké kmeny žijí více usazeně, arabské nomádské kmeny jsou typické svým pastevectvím a kočovným životem. Celkově je toto území velice diversifikováno jak množstvím jazyků, tak také rozdílnou kulturou jednotlivých společenství zde žijících. 
Počet obyvatelstva je velmi značně ovlivněn právě situací v jaké se daný region nachází. Zatímco v roce 1874 se předpokládá, že měl Dárfúr již 3,5 milionu obyvatel, dnes má 6,5 milionu, avšak až na 2,5 milionu obyvatel byli nuceni emigrovat díky konfliktu do sousedních zemí (převážně Čadu). Velkým problémem je také vysoká míra zastoupení ženského pohlaví a vysoká úmrtnost. Kvůli tomu, že Dárfúr patří mezi nejchudší země světa, se předpokládá prudký nárůst obyvatel v dalších letech. Úředním jazykem na celém území je arabština, avšak díky kolonizaci Brity se zde místy lze domluvit i anglicky.

## Historie

### Království v Dárfúru a období dynastie Daju
Mezi 9. a 12. stoletím vznikala v regionu četná království. K největšímu rozvoji v počátcích historie Dárfúru docházelo v nejpříznivěji položené oblasti okolo sopečného pohoří Džabal Marra. Postupně docházelo k expanzi na celé dnešní území. V této době byli dominující skupinou obyvatel příslušníci kmene Daju, žijící v oblasti zmíněného pohoří. Ve 14. století jejich kulturu nahradila kultura arabská, spojená s islamizací.

### Tundžúr
Islám se zde začíná v největší míře šířit ve 13. a 14. století za vlády dynastie Tundžúr a dochází k velmi rychlé islamizaci území (islám se však dostává na africký kontinent již od 7. století). Prvním králem této dynastie na tomto území byl Ahmed el-Makur, který si vzal dceru posledního dajuského monarchy. Významnou osobnosti v historii Dárfúru je vnuk prvního tunjurského krále, sultán Dali. Dokázal vytvořit společnou unii mezi arabským a černošským africkým obyvatelstvem, rozdělil zemi do více provincií a stanovil trestní zákoník, který je zčásti dodržován dodnes. Významnou osobností se stal i jeho vnuk Suleiman Solon (také znám jako Solon), který vládl mezi lety 1596–1637 a byl významným bojovníkem a oddaným mohamedánem. Díky jeho vnukovi Ahmedu Bahrovi došlo k další značné islamizaci a islám se stal dominantním a oficiálním náboženstvím, ať už pro arabské obyvatelstvo nebo nearabské. Ahmed Bahr se taktéž zasloužil o růst prosperity díky podpoře imigrace s Bornu a Baguirmi. Poté následovalo velké množství válečných konfliktů s říšemi Sennar a Wadai a země ztrácí na významu. Velice dlouhou dobu (po stovky let) byla země ovládána také říší Kanem, a to až do 17. století.

### Vláda dynastie Keira
Po ní se moci chopila místní dynastie Keira, která vyhlásila roku 1640 na tomto území nezávislý sultanát. Za vlády této dynastie došlo ke stabilizaci situace na tomto území a taktéž se nacházel Dárfúr na vrcholu prosperity. V roce 1787 jeho osmý nástupce sultán Abdarahmán ar-Rašíd (1787–1801) rozšířil území sultanátu až k Nilu, když dobyl Kordofán.

### 1874–1883: turecko-egyptská nadvláda
V roce 1874 se dostala země do značné krize a jako značně oslabená byla obklíčena a částečně zničena egyptským vládcem (za velké pomoci Zubajra Rahmy) a nastolil vládu v Chartúmu. Mnoho obyvatel Dárfúru bylo z této oblasti vysídleno. V souvislosti na rostoucí nespokojenosti s egyptskou okupací a vysokými daněmi se rozrůstá počátkem 80. let 19. století revoluční vření, které vyvrcholilo vzpourami arabským kočovných kmenů oblasti celého Dárfúru. Toto rozhořčení vyvrcholilo všelidovým povstáním. Dynastie Keira, která si udržovala svrchovanost v zemi až do roku 1874, kdy byla svržena Osmanskou říší (s turecko-egyptskou vládou). Turecko-egyptská nadvláda zde zůstala až do roku 1883, kdy byla svrhnuta mahdýským vojskem. Krátké období turecko-egyptské vlády bylo způsobeno vzpourami kmenů Fúrů a společenstvím Baggarů na jihu, pro které sliboval příchod a povstání mahdistů zničení tehdejšího nenáviděného režimu. Darfúr byl v tomto období střediskem obchodu s otroky; zotročení obyvatelé zajatí ve střední Africe a jiných částech Súdánu odtud byli dále posíláni do dalších částí arabského světa.

### 1883–1898: vláda Mahdistů

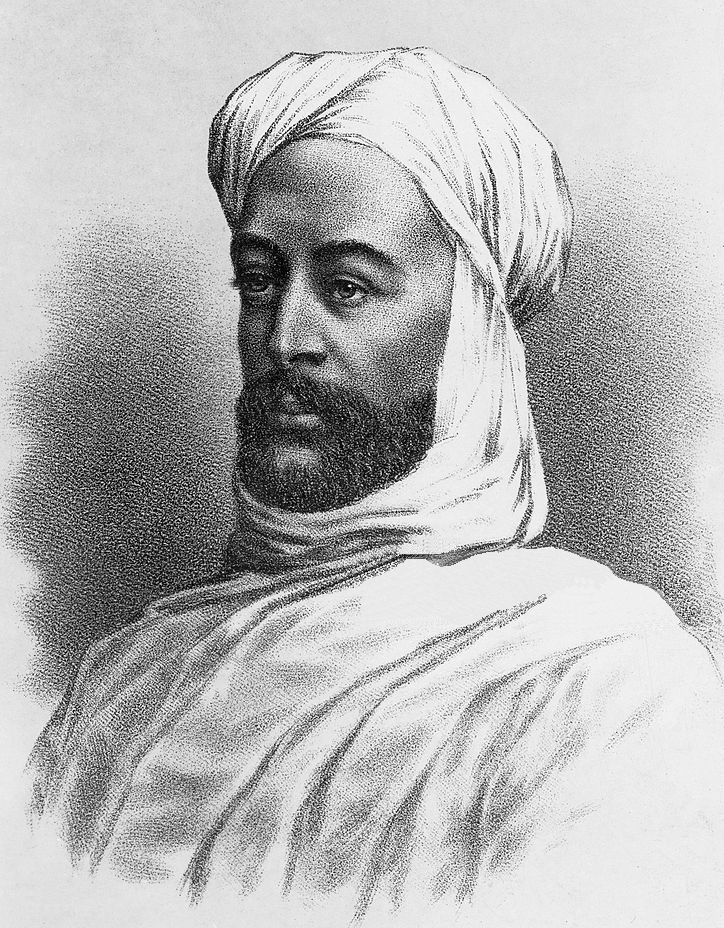
Muhammad Ahmad al-Mahdi – nejznámější osobnost z mahdiské vlády v Dárfúru

V roce 1883 Al-Mahdí prohlásil sebe jako tzv. Mahdí, což znamená „Bohem správně vedeného“ a čekalo se od něj nastolení víry a spravedlnosti v zemi. Jeho následovník, známý jako Ankar, sjednotil veškeré věřící islámu nejen v Dárfúru, ale napříč celým Súdánem. Po řadě neúspěšných pokusů z řad těchto mahdistů se jim v roce 1885 podařilo obsadit město Chartúm a svrhnout turecko-egyptskou vládu i s režimem. Chalífa Abdullahi ze Ta'aisha Dárfúru byl další úspěšný Mahdí, i když neměl podporu všech obyvatel. Mezi lety 1885–1888 docházelo ke vzpourám právě proti Mahdistům, zejména ze strany kmenů Rizeigatů a Fúrů. Chalífa se tak potýkal s narůstajícími sváry v zemi, kterým napomohla i vedená politika nucených migrací Baggarů z Dárfúru do Omdurmanu. Vedená politika udělala také z kočovných kmenů armády. Navíc v letech 1889–1890 propukl v zemi hladomor spolu s epidemií. Baggarové, kteří nereagovali na chalífovy výzvy, se snažili bránit jeho armádě, avšak pod hrozbou naprostého zničení a vyhlazení byly donuceni od roku 1888 emigrovat ze svých domovů. Toto relativně krátké období turecko-egyptské vlády a vlády Mahdistů je nazýváno jako Umm kwakiyya – léta bídy, pálení.

### 1898–1916: nezávislost Dárfúru díky Ali Dinarovi
Dárfúr byl první oblastí, která byla osvobozena od mahdistů, a to Ali Dinarem v roce 1898, který sloužil chalífovi sídlícím v Chartúmu. Vrátil se poté zpět do Dárfúru, kde se prohlásil sultánem (uznala ho i anglo-egyptská vláda) a hodlal obnovit opět Fúrský sultanát v Dárfúru. V roce 1916 se Dárfúr potýkal s velkým hladomorem, který zapříčinil masivní demografický pokles obyvatelstva, a stal se místem občanských nepokojů. Hospodářství oblasti se v této době nacházelo v troskách.

### 1899–1955: anglo-egyptská nadvláda
I když již v roce 1898 si anglo-egyptská armáda pod vedením Horatia Kitchenera podmanila Chartúm, Dárfúr se stal její součástí až v roce 1916, kdy byl jimi zabit Ali Dinar a Dárfúr byl násilně připojen. Dárfúr se tak stal okrajovou oblastí, která sloužila jen pro zájmy britských kolonizátorů a ne pro rozvoj oblasti. Nezávislým sultanátem byl Dárfúr právě až do roku 1916 (podle jiných zdrojů 1915), kdy došlo k připojení Súdánu, který byl tehdejší britskou kolonii pod anglo-egyptskou nadvládou s převážným vlivem právě Britů.

### V rámci nezávislého Súdánu a další vývoj

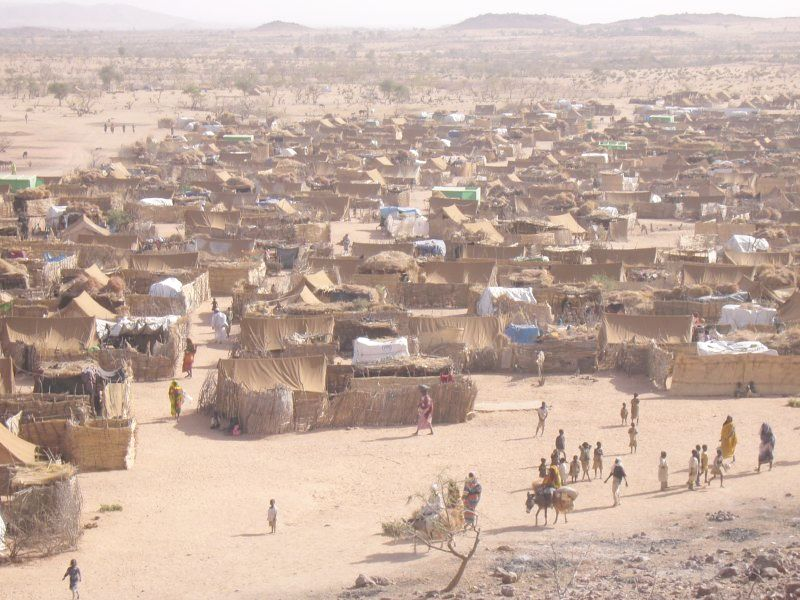
Záchranný tábor uprchlíků z Dárfúru v Čadu při konfliktu v roce 2003

Obrat nastal v roce 1956, kdy Súdán získává nezávislost. Od této doby se v zemi střídá velké množství vojenských a sporných demokratických režimů a v oblasti začíná narůstat vliv dvou politických stran hlásících se k islámu – Ummy (UP), která se hlásí k mahdistické historii a usilovala o dospění k nezávislosti ve spolupráci s Británií, a Národní unionistické strany (NUP), považující se za následovníky Khatmiyů s odkazem na egyptskou nadvládu. Nestabilita režimů byla také způsobena válkami mezi Súdánem, Libyí a Čadem. Narůstá také význam ideologie nadřazenosti arabského obyvatelstva nad původním africkým v této zemi, propagované libyjským vůdcem Muammarem al-Kaddáfím. Dárfúr po dlouhou dobu zůstával celistvou provincií, přesněji až do roku 1994, kdy byl rozdělen na Severní (Shamal Dárfúr), Jižní (Janub Dárfúr) a Západní Dárfúr (Gharb Dárfúr) a v každém z těchto regionů je od této doby dosazen guvernér, který je jmenován súdánskou vládou a taktéž se jí zodpovídá.
Další hladomor v roce 1980 narušil mnoho společenských struktur a vedl k jedné z prvních rozepří mezi obyvateli Dárfúru. Právě zde se již začal rýsovat konflikt, který probíhal dalších 15 let a vyvrcholil v roce 2003. Tento konflikt je považován za jednu z největších humanitárních katastrof na světě, která zapříčinila úmrtí více než 400 000 obyvatel Dárfúru a dalších minimálně 2,3 milionu obyvatel bylo nuceno území opustit.

### Válka v Dárfúru

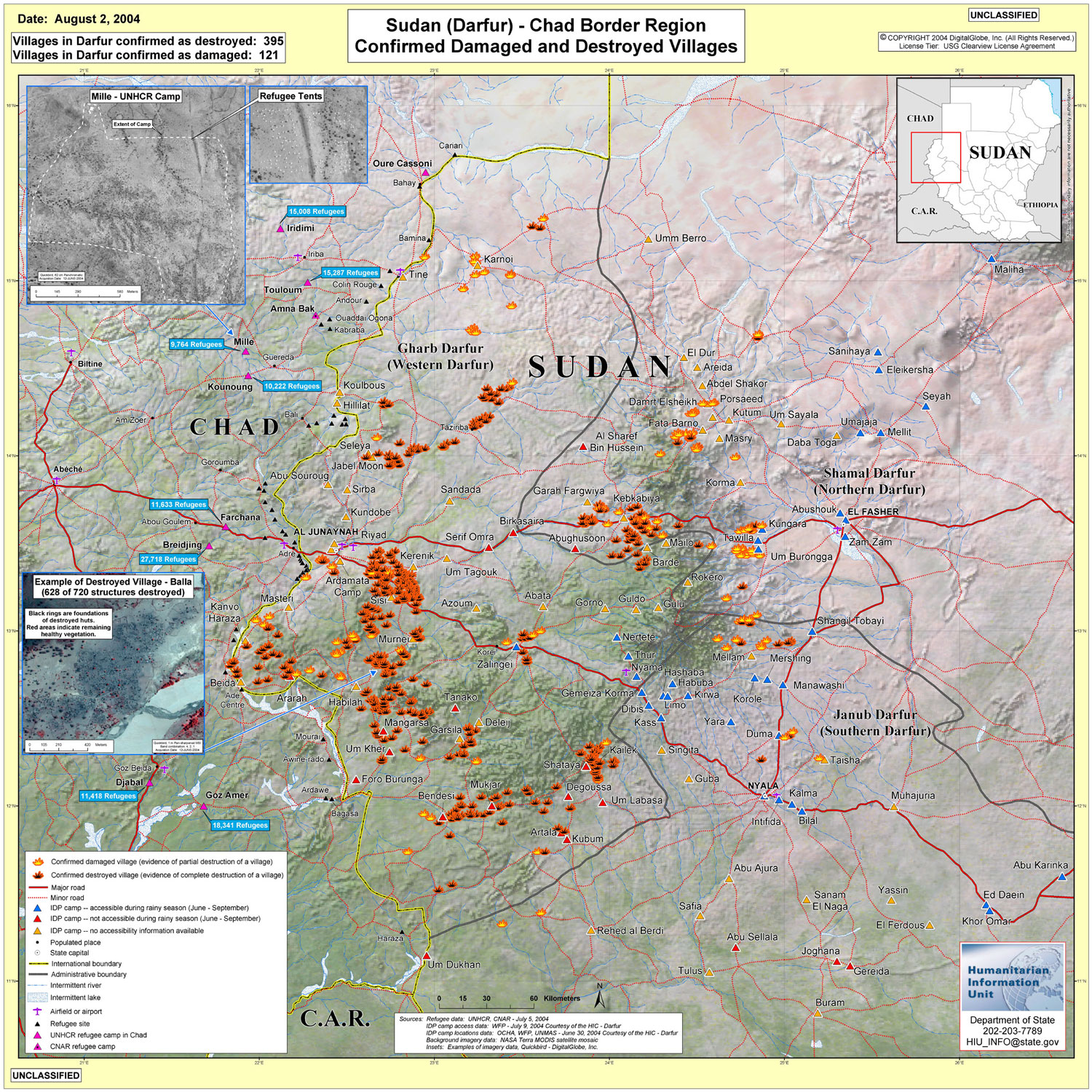
Vesnice vypálené v Dárfúru v roce 2004

V roce 2003 v oblasti propuklo povstání proti súdánské vládě ovládané Araby. Vzpouru vedla dvě hlavní povstalecká uskupení - Hnutí pro spravedlnost a rovnost a Súdánská osvobozenecká armáda. Povstalci upozorňovali na útlak nearabského obyvatelstva vládou v Chartúmu. Vláda na povstání reagovala nálety a podporou pozemních útoků arabských milic Džandžavíd. Ty jsou spojovány s masivním porušováním lidských práv zahrnujícím hromadné vraždy, rabování, znásilňování atd. Válka si již vyžádala několik desítek tisíc životů. Světová zdravotnická organizace mluví o 50 000 obětech, odhady některých nevládních organizací se pohybují kolem 400 000. Například americká vláda tento konflikt označuje za genocidu. 18. září 2004 vydala Rada bezpečnosti OSN rezoluci 1564, která požaduje ustavení vyšetřovací komise pro Dárfúr. Ve zprávě z 31. ledna 2005 ovšem OSN odmítá situaci označit za genocidu. Přes hromadné vraždy a znásilňování se totiž nepodařilo prokázat genocidní záměr. V červenci 2021 bylo potvrzeno obvinění bývalého velitele súdánské milice v Dárfúru Abd al-Rahmana, který stane před Mezinárodním trestním soudem. Je obviněný z 31 bodů válečných zločinů a zločinů proti lidskosti (např. záměrné útoky na civilní obyvatelstvo, vraždy, sexuálně motivované útoky, mučení, kruté zacházení a pokusy o vraždu). Jedná se o první trestní řízení na půdě Mezinárodního trestního soudu týkající se zločinů spáchaných v Dárfúru v letech 2003 a 2004. Zatykač je ale uvalen také na Abdela Raheema Husseina, Ahmada Haruna a Abdallaha Bandu. V roce 2009 byl také vydán zatykač na bývalého prezidenta Súdánu Umara al-Bašíra, který se stal prvním podezřelým z genocidy na půdě Mezinárodního trestního soudu.

## Hospodářství
V hospodářství razantně dominuje zemědělská výroba, která zaměstnává 70-80% obyvatel. Nejvýznamnějšími pěstovanými plodinami jsou proso a čirok a chovány jsou nejčastěji ovce, skot, kozy a také velbloudi. Dalšími významnými produkty jsou bavlna a tabák. Významnou surovinou je taktéž voda, která je v celém Súdánu nedostatkovým zbožím a Dárfúr má hlavně v centrální a jižní části vody dostatek.
Dárfúr je vůbec nejchudší zemí na světě, k čemuž dopomohl také násilný konflikt, který zničil veškeré fungující hospodářství v této provincii.

## Vláda a politická situace
V každém ze tří administrativních regionů Dárfúru je jmenován súdánskou vládou jeden guvernér, který je podřízen vládě Súdánu, která sídlí v Chartúmu. Dárfúru byla propůjčena přechodná a částečná regionální správa, kterou zabezpečuje přechodný orgán, tzv. TDRA (Transitional Darfur Regional Authority), jejímž ministrem je Minni Minnawi. Celkově je Dárfúr vládou Súdánu zanedbáván, což zhoršuje jeho situaci. Typická pro místní politiku je diskriminace černošského nearabského obyvatelstva. V súdánské vládě jsou dvě strany: Strana národního kongresu a SPLM. Znakem vlády je také nestabilita a časté změny režimů, převážně vojenských a nedemokratických. S tím souvisí vznik množství ozbrojených povstaleckých skupin mezi lety 2001 a 2002. Největšími jsou SLM/A (Sudan Liberation Movement/Army), Hnutí za spravedlnost a rovnost (JEM – Justice and Equality Movement) a občanské dobrovolnické vojsko známé jako Džandžavíd,  spolupracující s vládou Súdánu. Obyvatelé Dárfúru by měli v roce 2011 rozhodovat o sebeurčení, avšak referendum je stále nejisté. Aktuálním prezidentem Súdánu je Umar al-Bašír, který je znám proislámskou politikou. Dne 11.–13. dubna 2010 proběhly volby jak do parlamentu, tak prezidentské, avšak kvůli bojkotu opozičních stran se volby protáhly. Jistým vítězem však je minulý i nynější prezident Umar al-Bašír i přes to, že je více než rok obviněn Mezinárodním trestním soudem za spáchanou genocidu v Dárfúru.

### Externí (internetové) zdroje
- Amnesty International. Eyes on Darfur [online]. c2007 [cit. 2010-04-25]. Dostupné z: https://web.archive.org/web/20080610104922/http://www.eyesondarfur.org/.
- BĚLONOŽNÍKOVÁ, Jana . Reakce na ozbrojený konflikt v Darfúru. Brno, 2008. 69 s. Diplomová práce. Masarykova univerzita. Dostupné z: http://is.muni.cz/th/107773/pravf_m/DP_Jana_Belonoznikova.pdf>.
- BOČEK, Miroslav. Konflikt v Dárfúru [online]. Masarykova univerzita : Masarykova univerzita, 2008. 17 s. Seminární práce. Masarykova univerzita Brno. Dostupné z: http://is.muni.cz/el/1431/jaro2008/Z5100/ode/5159450/5159451/DARFUR-seminarni_prace.pdf.
- Classic Encyclopedia [online]. 2007 [cit. 2010-04-23]. Darfur. Dostupné z: https://web.archive.org/web/20091002063627/http://www.1911encyclopedia.org/Darfur.
- Darfur Australia Network. Darfur Australia Network [online]. 2009 [cit. 2010-04-25]. Dostupné z: http://www.darfuraustralia.org Archivováno 26. 3. 2010 na Wayback Machine..
- Darfurinformation.com [online]. [cit. 2010-04-23]. Dostupné z: http://darfurinformation.com/about.asp Archivováno 28. 2. 2009 na Wayback Machine..
- Darfur's Tribes. Justice African Sudan [online]. 2009, [cit. 2010-04-27]. Dostupný z: http://www.justiceafricasudan.net/site2/index.php?option=com_docman&task=doc_download&gid=6&Itemid=94&lang=en%5B%5D.
- HOŘÍNEK, Oldřich . Analýza konfliktu v Súdánu [online]. Brno : Masarykova univerzita, 2007. 58 s. Bakalářská práce. Masarykova Univerzita Brno. Dostupné z: http://is.muni.cz/th/143788/fss_b/FSS.Bakalarska_prace.Ol.Horinek.pdf.
- Parlament České republiky. Súdán/Dárfůr. Parlamentní institut. 2007, s. 1–11. Dostupný také z: https://web.archive.org/web/20080920203528/http://www.psp.cz/kps/pi/PRACE/pi-3-066.pdf.
- The History And Origins Of The Current Conflict In Darfur. Unsudanig. s. 1-35. Dostupný také z: http://darfurjam.unsudanig.org/trackII/data/background/History%20and%20origin%20of%20Darfur%20crisis%20(Darfur%20Livelihoods%20Unde.doc%5B%5D.
- UnSudanIG [online]. [cit. 2010-3-11]. Dostupné z: http://www.unsudanig.org.
- Worldstatesmen [online]. 2000 [cit. 2010-04-23]. Sudan. Dostupné z: http://www.worldstatesmen.org/Sudan.html.